# Plastinatie

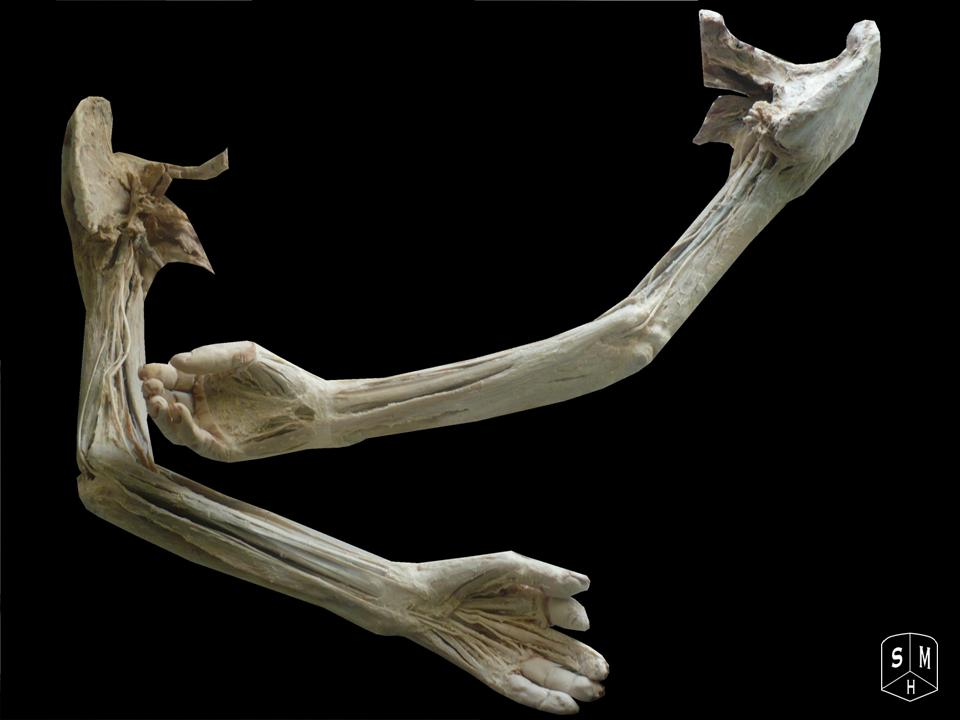
Geplastineerde armen

Plastinatie is een conserveringstechniek voor (onder andere) biologisch materiaal die buitengewone preparaten oplevert met zeer natuurlijke vormen en kleuren en een praktisch onbeperkte houdbaarheid. De methode is in 1977 uitgevonden door Gunther von Hagens, een Duits anatoom die veel faam heeft verworven door de tentoonstelling Körperwelten die hij van een groot aantal geplastineerde preparaten, voornamelijk van mensen, samenstelde. Deze tentoonstelling riep veel controverse op maar werd ook door enorme aantallen mensen bezocht.

## Methode in het kort
De methode berust op volledige ontwatering van het preparaat door dit eerst in zuivere aceton te leggen, en die naarmate hij verdund raakt een aantal malen te vervangen, waarna aan de aceton een dunvloeibare siliconenmonomeer wordt toegevoegd, en de aceton heel langzaam door verdamping onder vacuüm en koeling aan het mengsel wordt onttrokken, waardoor het monomeer in de cellen wordt getrokken. Dit kan weken tot maanden duren, afhankelijk van de dikte van het preparaat. Als uiteindelijk al het intracellulaire water door siliconenmonomeer is vervangen wordt het preparaat uit het bad genomen en door inwerking van een gasvormig reagens de polymerisatie gestart. Dit duurt weer geruime tijd, waarna men een preparaat overhoudt waarin het water door siliconenkunststof is vervangen. Het vet in vetweefsel wordt in een apart maar soortgelijk proces vervangen. Een zo behandeld preparaat lijkt onbeperkt houdbaar te zijn. In plaats van siliconen kunnen ook andere monomeren worden gebruikt. Het gebruikte materiaal bepaalt de eigenschappen van het geproduceerde preparaat - hardheid, mate van flexibiliteit, beïnvloeding van de doorzichtigheid, etc.

## Körperwelten
Doordat Von Hagens dit toepaste op zeer zorgvuldig en nauwkeurig ontlede lichamen en deze op een bepaald artistieke manier rangschikte (een van de grootste stukken is bijvoorbeeld een ruiter te paard, een andere een man waarvan alle spieren zichtbaar gemaakt zijn terwijl hij zelf zijn afgestroopte huid in de hand houdt en daarnaar kijkt) ontstijgt zijn werk het niveau van het anatomieboek. Dit roept bij sommigen afkeer op, bij anderen bewondering.
Ondertussen heeft de techniek navolging gevonden en hebben anderen vergelijkbare tentoonstellingen ontwikkeld. Zo is er de tentoonstelling Bodies: The Exhibition – van Amerikaanse origine – welke van 25 november 2006 t/m 14 april 2007 te zien was in de Amsterdamse Beurs van Berlage en het recordaantal van 304.000 bezoekers heeft getrokken.